# Unpleasant Horse
Unpleasant Horse — це платформна гра з бічним прокручуванням, розроблена компанією 4th and Battery для iOS, дочірньою компанією PopCap Games. Головний герой гри — чорний «кінь» (хоча технічно це пегас), якого користувач повинен направляти через рівень, змушуючи кінь підстрибувати на хмарах і на спинах білих коней. Це призводить до того, що білі коні падають на м'ясорубки внизу рівня; якщо користувач неправильно націлює вороного коня, намагаючись потрапити в хмару або білого коня, то вороний сам потрапляє на м'ясорубки.
Вважалося, що гру було відхилено в App Store через «вміст для дорослих» 7 квітня 2011 року через непорозуміння; він все ще проходив перевірку. Unpleasant Horse більше не доступний в iOS App Store.